# Draconarius kayasanensis
Draconarius kayasanensis là một loài nhện trong họ Amaurobiidae.
Loài này thuộc chi Draconarius. Draconarius kayasanensis được Kap Yong Paik miêu tả năm 1972.